# Herman Berlinski

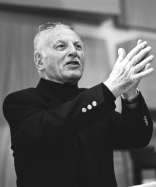
Herman Berlinski

Herman Berlinksi (Leipzig (Duitsland), 18 augustus 1910 – Washington, 27 september 2001) was een Amerikaans componist en organist.
Berlinskis ouders leefden in Łódź (toen Rusland, nu Polen) en zijn in 1905 voor het steeds populairder wordende communisme naar Leipzig gevlucht. Berlinski ging in 1916 naar het conservatorium in Leipzig, aangezien al duidelijk was dat hij een talent voor muziek had. Na de heroprichting van Polen na de Eerste Wereldoorlog, kozen zijn ouders ervoor de Poolse nationaliteit te houden.
Het gezin verbleef in Duitsland totdat het Nationaalsocialisme aan de macht kwam. Berlinski, die Joods was, werd getroffen door de blokkade van Joden aan het dagelijkse leven in het algemeen en in kunstuitingen in het bijzonder. In 1933 verliet Berlinski Duitsland en kon hij eenvoudig door zijn nog Poolse nationaliteit naar Polen. Daar kwam hij weer in de familiehaven Lodz terecht. Hij werd opgeroepen voor militaire dienst en daarop vluchtte hij naar Parijs. Hij ging er studeren aan École Normale de Musique bij Nadia Boulanger. Haar muzikale opvattingen strookten niet met zijn Joodse achtergrond en na 2 jaar stopte hij met deze lessen. Inmiddels had hij wel contact met een Joods kunsttheater voor vluchtelingen (voorheen Paris Avant-Garde Theatre, PIAT), waarvoor hij dirigeerde, arrangeerde en componeerde. Na het stoppen van zijn opleiding bij Boulanger trad hij toe tot het Schola Cantorum, waar hij les kreeg van sefardisch Synagoge componist Leon Algazi. Hij kwam in aanraking met een groep componisten die zich La Jeune France noemde. 
In 1934-1935 vroeg Berlinski het Franse staatsburgerschap aan, wat hem verplichtte in dienst te treden bij het Franse vreemdelingenlegioen. Hij kreeg echter het staatsburgerschap niet. Na de overgave van Frankrijk en de stichting van het Vichy-regime vertrok Berlinski via smokkelroutes naar de Verenigde Staten, nog steeds gebruikmakend van zijn Poolse nationaliteit. 
Eenmaal in New York werd hij herenigd met zijn vader, die al eerder vertrokken was. Hij kwam daar in aanraking met de grote Joodse gemeenschap. Hij gaf privé pianolessen totdat Joseph Yasser hem in 1951 aanbood bij hem orgel te studeren; dat gaf de carrière van Berlinski een enorme impuls, want hij werd al snel bekend als klassieke organist. Tegelijkertijd begon hij een studie componeren aan het Jewish Theological Seminary. Hier verdiepte hij zich in zijn joodse (muzikale) achtergrond, door onder andere studies bij Hugo Weisgall. Zijn achtergrond werd ook steeds herkenbaarder in zijn muziek. In 1963 werd Berlinski muzikaal directeur van de Washington Hebrew Congregation; na zijn pensioen richtte hij zijn eigen concertgezelschap op: Shir Chadash, waarmee hij vele composities met Joodse achtergrond ten uitvoer bracht in Washington D.C. en omstreken. 

## Werken (voor zover bekend)
- (1941): From the World of My father (gereviseerd in 1995); (orkest)
- (1949): Symphonic visions for orchestra;
- (1956): The burning Bush (voor orgel);
- (1964): Shofar Service;voor bariton, koor, 2 trompetten, shofar en orgel;
- Litanies for the Persecuted;
- Le violon de Chagall (een vioolsonate) ;
- Avodat Sabbath (liturgie voor tenor cantor solo, groot koor en symfonieorkest);
- Etz hayyim (tree of life);
- Job, een oratorium;
- Days of Awe, een cantate;
- Celan; een werk voor bariton, mezzosopraan, contrabas en piano, in nagedachtenis aan de dichter Paul Celan, die de Holocaust overleefde;
- Litany of Solomon ben Aaron;
- Yizkor;
- Sh’virat hakkelim;
- The death of Rachel;
- A Psalm of Unity;
- David and Goliath;
- The Glass Bead Game.

## Bron
- Naxos uitgave 8.559446 in de Milken-Archive-serie